# セントヘレナ・アセンションおよびトリスタンダクーニャ

セントヘレナ・アセンション
およびトリスタンダクーニャ
Saint Helena, Ascension and
Tristan da Cunha

セントヘレナ・アセンションおよびトリスタンダクーニャ（英語: Saint Helena, Ascension and Tristan da Cunha）は、南大西洋に所在するイギリスの海外領土。セントヘレナ、アセンション島、トリスタンダクーニャの3つの区域によって構成される。
かつてはセントヘレナおよび属領（Saint Helena and Dependencies）と呼ばれていたが、2009年9月に改正された新憲法によって3区域の関係が対等なものに改められ、名称も変更された。

## 地理

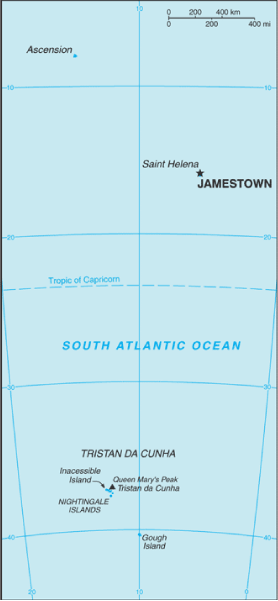
北からアセンション島、セントヘレナ、トリスタンダクーニャ

### 位置・広がり
アフリカ大陸・南アメリカ大陸のほぼ中間、南大西洋のただ中に、北から順にアセンション島、セントヘレナ島、トリスタンダクーニャが点在している。このうちトリスタンダクーニャは、本島（トリスタンダクーニャ島）のほか、ナイチンゲール諸島やゴフ島など複数の島で構成されているが、有人島はトリスタンダクーニャ島のみである。
領土最北端のアセンション島は南緯7度56分、最南端のゴフ島は南緯40度19分に位置しており、南北の広がりは 3,642 km にも及ぶ。アセンション島はセントヘレナ島の北西約 1,300 km、トリスタンダクーニャ島はセントヘレナ島の南西 2,430 km という位置関係にある。
セントヘレナ島やトリスタンダクーニャ島は、大陸との距離が 2,000 km 以上ある。この領土の中ではもっとも大陸に近い島はアセンション島であるが、アフリカ大陸の間は 1,600 km ある。トリスタンダクーニャ島にとって人が定住する最も近い場所はセントヘレナ島で、「世界一孤立した有人島」としてギネスブックに掲載されている。
セントヘレナ・アセンションおよびトリスタンダクーニャの領海は12海里（22 km）、排他的経済水域（EEZ）は200海里（370 km）である。他の国や地域の排他的経済水域に接することがないばかりか、セントヘレナ島、アセンション島、トリスタンダクーニャ諸島の排他的経済水域もそれぞれ接することはない。排他的経済水域の面積は1,641,294 km2 に及び、これはイギリス本国および海外領土の中では最大、世界の国と地域の中でもポルトガル・フィリピンに次ぐ広さである（21位相当）。現在、この領土や領海をめぐる国際紛争はない。

### 地勢
この領土を構成する島々は、いずれも大西洋中央海嶺が海上に達したものであり、火山島である。ただし、歴史上で火山活動が記録されているのはトリスタンダクーニャ島のみである。
最大の島はセントヘレナ島（122 km2）で、トリスタン・クーニャ島（98 km2）がこれに次ぐ。最高峰はトリスタンダクーニャ島のクィーン・メアリー・ピーク（2,062 m）。いずれの島も山がちな地形であり、人の居住に適した場所は限られる。

### 気候
アセンション島は熱帯の湿潤な気候である。セントヘレナ島は穏やかな気候であり、トリスタンダクーニャ島はより冷涼な気候である。
- トリスタンダクーニャ島。後方はクィーン・メアリー・ピーク。
- アセンション島と中心地区ジョージタウン。

## 歴史

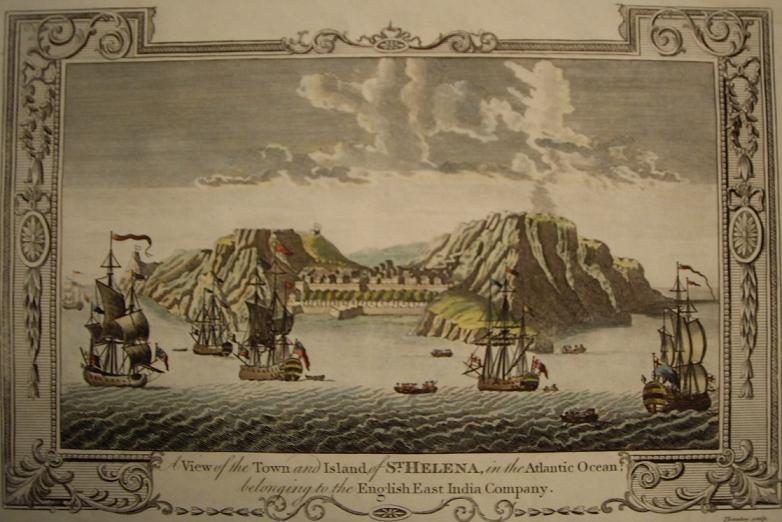
1790年頃のセントヘレナ島・ジェームズタウンを描いた絵。

この領土を構成する3つの区域は、いずれも大航海時代の16世紀初頭にポルトガル人によって発見された。帆船航海の時代、大西洋の中央部に位置する島々は、新鮮な水や食料、木材の補給基地として重要な役割を果たしていた。
セントヘレナは、1502年に発見された。ポルトガル・イギリス・オランダなどによって争奪されたのち、1657年以降はイギリス東インド会社によって経営されるようになり、1661年の特許状により会社領となった。この島には、1815年から1821年までナポレオン1世が幽閉されたことで知られている。1883年8月28日にイギリスの王領植民地となった。
アセンション島は、1501年に発見された。島は長らく打ち棄てられていたが、1815年10月22日にイギリス海軍の基地となった。これは、フランス人たちがセントヘレナ島に幽閉されたナポレオンの奪回を図るための基地とすることを警戒したためである。
トリスタンダクーニャは、1506年に発見された。アメリカ人が定住を図ったこともあるが、1816年8月14日にケープ植民地の属領に編入された。これも、ナポレオン奪回対策のためで、島には短期間ながらイギリス陸軍が駐留した。
3つの区域はそれぞれ別個の植民地として歩んできたが、1922年9月12日にアセンション島が、1938年1月12日にトリスタンダクーニャがセントヘレナの属領となった。
2009年9月1日、新憲法によって2つの属領の地位はセントヘレナと同等に引き上げられた。これにともない、海外領土の名称も「セントヘレナおよび属領」から「セントヘレナ・アセンションおよびトリスタン・ダ・クーニャ」に変更された。

## 政治

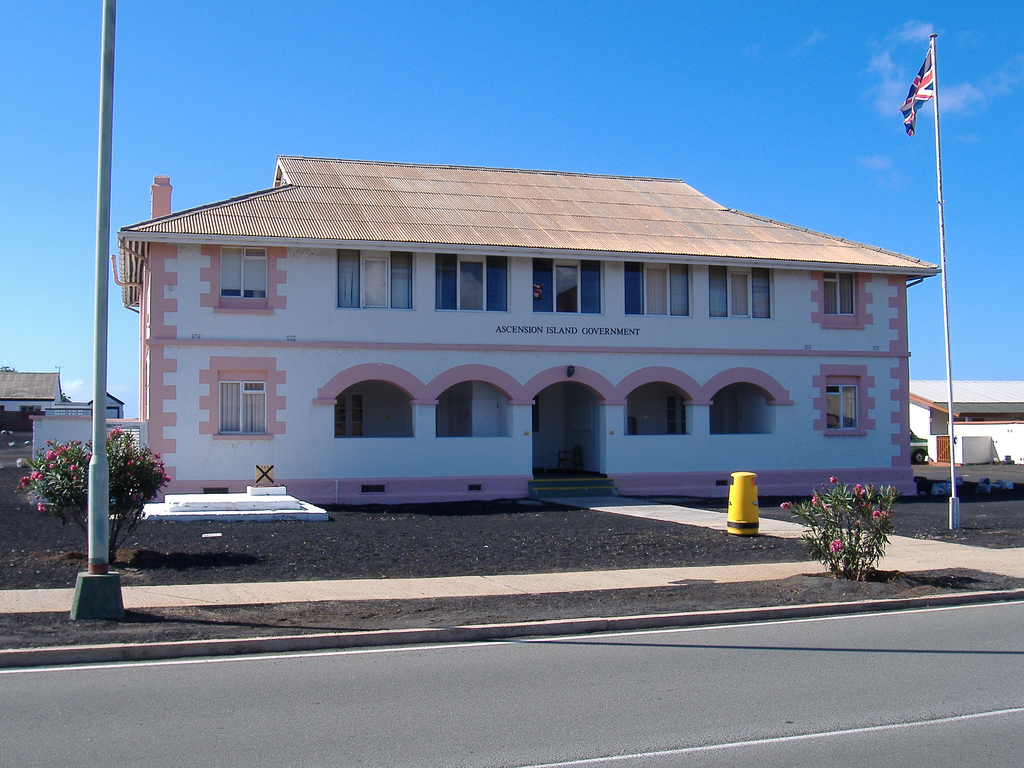
アセンション島行政庁舎

元首はイギリス国王であり、セントヘレナ総督（Governor of Saint Helena）がその代理を務める。領土の名称は2009年よりセントヘレナ・アセンションおよびトリスタンダクーニャと名前が変わったものの、役職名については引き続き単に「セントヘレナ総督」のままである。セントヘレナに赴任した総督は、アセンション島とトリスタンダクーニャに総督代理として行政官（Administrator）を派遣する。
憲法は3章に分かれており、各章で3地域それぞれについて記しているが、いずれの章にも基本的人権と個人の自由が記されている。
セントヘレナには立法評議会（Legislative Council）があり、アセンション島とトリスタンダクーニャにはそれぞれ島評議会（Island Council）がある。セントヘレナの立法評議会の議長は総督が、アセンション島とトリスタンダクーニャの評議会の議長は行政官が務めることになっている。
| 行政区域                 | 元首代理                          | 評議会                              |
| ------------------------ | --------------------------------- | ----------------------------------- |
| セントヘレナ             | 総督                              | Legislative Council of Saint Helena |
| アセンション島           | Administrator of Ascension        | Ascension Island Council            |
| トリスタン・ダ・クーニャ | Administrator of Tristan da Cunha | Tristan da Cunha Island Council     |

また、一人の法務長官（Attorney General）が3地域を管轄している。また、最高法院（Supreme Court）と控訴院（Court of Appeal）は、3地域を管轄地域としている。
セントヘレナ・アセンションおよびトリスタンダクーニャは、イギリスの欧州連合加盟時は、欧州連合加盟国の特別領域（Overseas Country or Territory of the European Union）であった。

## 経済
通貨は、セントヘレナ・ポンドであるが、流通しているのはセントヘレナ島とアセンション島のみである。トリスタン・ダ・クーニャ島ではセントヘレナ・ポンドよりもスターリング・ポンドが使われている。セントヘレナ島やアセンション島でもかつては通貨としてスターリング・ポンドが使われていたが、1976年に独自の紙幣を発行するようになった。1984年には硬貨の発行を開始したが、イギリス本国の硬貨と同様のデザインを持ち裏面のみが異なるものである。セントヘレナに中央銀行はなく、政府が紙幣と硬貨を発行している。セントヘレナ・ポンドはスターリング・ポンドと等価の固定相場制であり、イングランド銀行がコントロールしている。
セントヘレナ・アセンションおよびトリスタンダクーニャの唯一の銀行として、政府所有のセントヘレナ銀行 (Bank of St. Helena) があるが、店舗があるのはセントヘレナ島とアセンション島のみである。

## 交通

### 海路と港湾

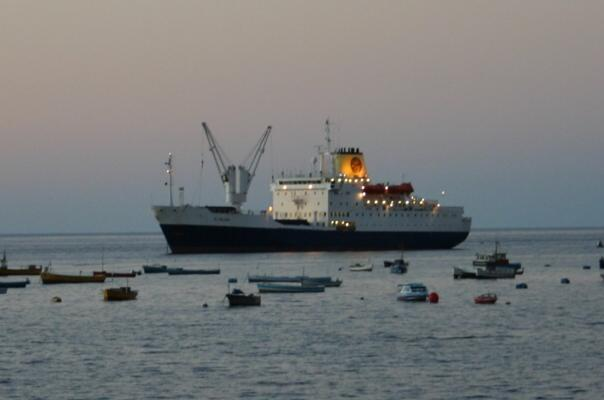
セントヘレナ島ジュームズ湾に碇泊中のセントヘレナ号

3つの主要な島の主要な集落には、港や船着き場が整備されている。
セントヘレナ号（RMS St Helena）が南アフリカ共和国のケープタウンとセントヘレナおよびアセンション島を結ぶのが基本的な航海日程であるが、年に2回イギリス本土のドーセット州ポートランドまでの航海が行われていた。セントヘレナ空港の開港に伴い、2018年2月10日にセントヘレナ島からケープタウンへの航海をもって退役した。セントヘレナ号の引退に伴いオーシャン・ライナーは姿を消した。

### 空路と空港

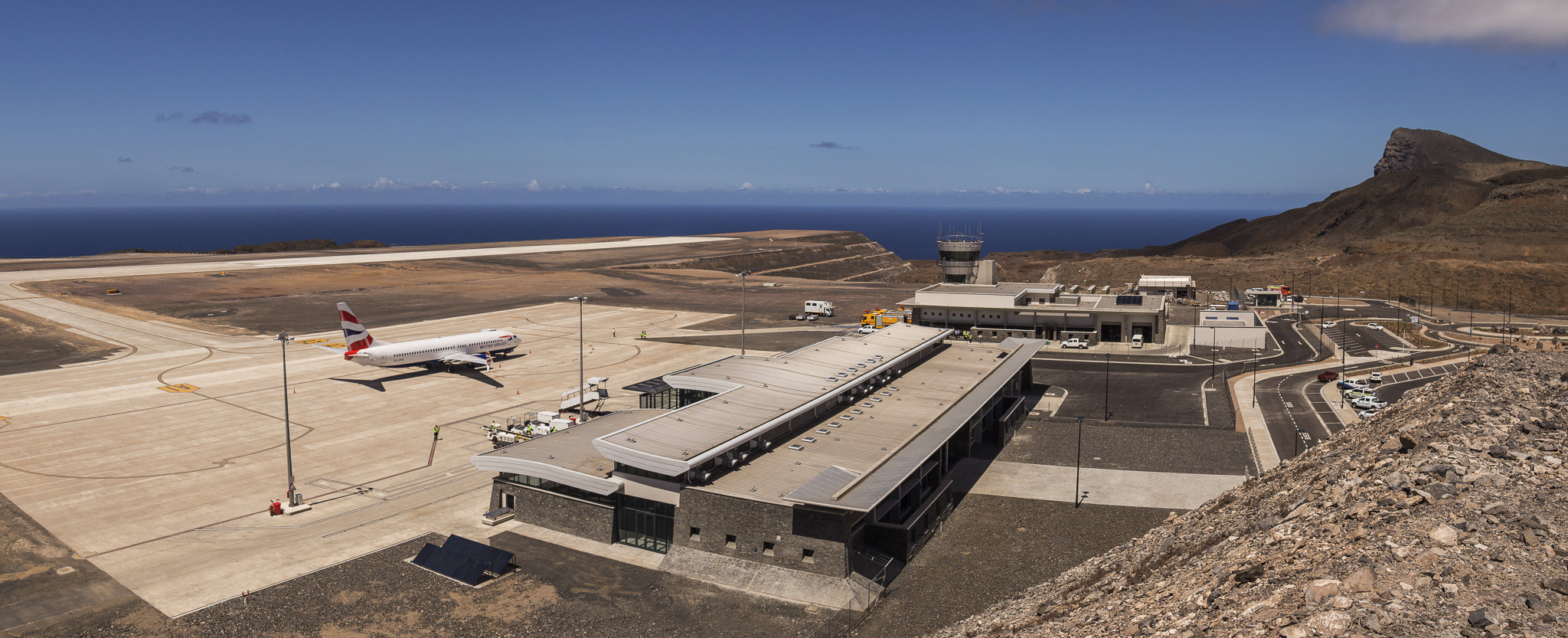
セントヘレナ空港に到着したB-737-800（2016年4月18日）

アセンション島にあるイギリス空軍のアセンション島空軍基地（ワイドアウェーク飛行場）は、民間の使用も認められている。また、この基地はアメリカ軍も使用しており、スペースシャトル計画の中でも緊急着陸のための飛行場とされた。
セントヘレナ島では民間飛行場の計画が1930年代からあったものの、費用対効果が悪く検討のみにとどまっていたが、2017年10月にセントヘレナ空港が開港し、14日に初の民間機が着陸した。2018年現在はタイタン エアウェイズと南アフリカのエアリンクのみが乗り入れているが、チャーター便が来ることもある。

### 陸上交通
各島の道路総延長は以下の通り。
- アセンション島 - 舗装路40km
- セントヘレナ島 - 138km（うち、舗装118km、未舗装20km）
- トリスタンダクーニャ島 - 舗装路10km

イギリス本国と同じく左側通行である。各島とも自動車登録制度があり、ナンバープレートが付けられる。
セントヘレナ島には1829年にセントヘレナ鉄道会社によって索道が設けられたが、1871年に索道施設は撤去されており、残された長大な階段はジェイコブス・ラダーと呼ばれている。

## 通信

### 電話
セントヘレナ・アセンションおよびトリスタンダクーニャでは、ケーブル・アンド・ワイヤレスが電話事業を行っている。セントヘレナの国際電話番号は+290で、トリスタンダクーニャもシェアしている。電話番号は4ケタで、1から9ではじまる。うち、2xxxがジェームズタウン、8xxxがトリスタンダクーニャに割り当てられている。アセンション島の国際電話番号は+247で、電話番号は4ケタである。

### 郵便
セントヘレナ・アセンションおよびトリスタンダクーニャの3区域では、それぞれ独自の切手を発行しており、有力な収入源となっている。3区域はそれぞれロイヤルメールの郵便番号を持っている。
- アセンション島 - ASCN 1ZZ
- セントヘレナ - STHL 1ZZ
- トリスタンダクーニャ - TDCU 1ZZ

かつては「最後の郵便船」と呼ばれたセントヘレナ号がおもに南アフリカとの間を結んでいたが、セントヘレナ空港の開港によって退役した。

## 行政区分
| 行政区域             | 面積 km2 | 人口 (2023年3月) | 政庁所在地                             | ISOコード |
| -------------------- | -------- | ---------------- | -------------------------------------- | --------- |
| セントヘレナ         | 122      | 4,233            | ジェームズタウン                       | SH-SH     |
| アセンション島       | 91       | 894              | ジョージタウン                         | SH-AC     |
| トリスタンダクーニャ | 207      | 264              | エディンバラ・オブ・ザ・セブン・シーズ | SH-TA     |
| 合計                 | 420      | 5,391            | ジェームズタウン                       | SH        |